# Xã Hegins, Quận Schuylkill, Pennsylvania
Xã Hegins (tiếng Anh: Hegins Township) là một xã thuộc quận Schuylkill, tiểu bang Pennsylvania, Hoa Kỳ. Năm 2010, dân số của xã này là 3.516 người.